# 왜건

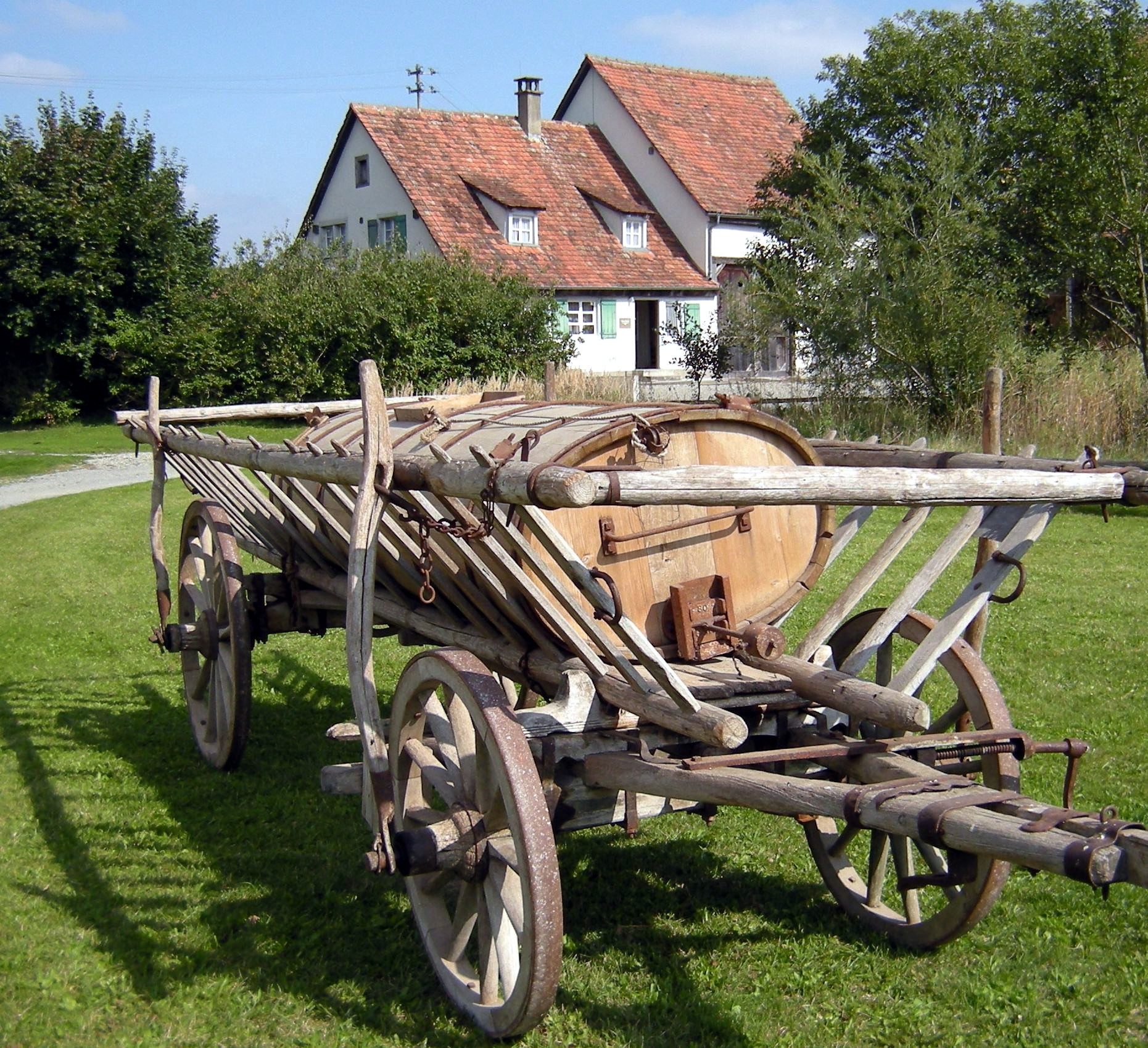

왜건(wagon)은 재화, 상품, 농업용 자재, 공급품, 가끔은 사람을 수송할 목적으로 사역동물이나 가끔은 인간에 의해 밀어서 사용하는 중형의 4륜 차량이다.
왜건은 2륜 바식의 카트, 그리고 주로 사람을 수송하는 더 경량형인 4륜 차량과는 구별된다. 말, 노새, 황소 등의 동물이 보통 왜건을 끈다.

## 같이 보기
- 수레
- 마차
- 마차 바퀴 현상